# Poeta Saxo
Der Poeta Saxo ist der Notname eines im Kloster Corvey gegen Ende des 9. Jahrhunderts wirkenden Geschichtsschreibers.
Er verfasste zwischen 888 und 891 die Annales de gestis Caroli Magni imperatoris in Form eines großen historischen Gedichts. Das fünfte Buch trägt den Titel De vita et obitu. Diese Lebensbeschreibung Karls des Großen beruht insbesondere auf anderen Werken. Dazu zählen die Annales qui dicuntur Einhardi und die Vita Karoli Magni des Einhard. Die früher vertretene Auffassung, dass der Poeta Saxo mit dem Dichter Agius identisch war, wird heute als widerlegt angesehen. Das Werk ist voll des Lobes für Karl den Großen und dessen Missionstätigkeit in Sachsen. Inhaltlich ist das Werk wenig originell. Sprachlich wird es als der Zeit angemessen und der Arbeit des Agius als überlegen angesehen.

## Werkausgabe
- Poeta Saxo, Annales de gestis Caroli magni imperatoris, ed. Paul von Winterfeld (= MGH Poetae latini aevi Karolini. IV, . 1–71). Weidmann, Berlin 1899. (Digitalisat)